# Mari Fukumoto
Mari Fukumoto (japanisch 福本 茉莉 Fukumoto Mari; * 1987 in Tokio) ist eine japanische Konzertorganistin, Kirchenmusikerin und Hochschullehrerin.

## Leben und Wirken
Mari Fukumoto wurde 1987 in Tokio geboren und erhielt im Alter von zwölf Jahren ihren ersten Orgelunterricht. Im Jahre 2005 begann sie an der Nationaluniversität für Kunst und Musik, Tōkyō Geijutsu Daigaku, bei Tsuguo Hirono und Yuichiro Shiina Orgel zu studieren. 2009 schloss sie ihr Bachelor-Studium mit der Bestnote ab. Beim Jazzpianisten und Komponisten Masahiko Satō sammelte sie Erfahrungen im Bereich der non-idiomatic Improvisation. Ihr Masterstudium nahm sie zunächst an der Nationaluniversität für Kunst und Musik, Tōkyō Geijutsu Daigaku auf. Im Oktober 2011 wechselte sie an die Hochschule für Musik und Theater Hamburg, um bei Wolfgang Zerer ihre Kenntnisse im Bereich Alte Musik zu vertiefen. Wichtige Lehrer waren zudem Jan Ernst, Carsten Lohff, Volkhardt Preuß sowie Menno van Delft. Im Jahr 2013 schloss Mari Fukumoto mit dem Master of Music im Fach Orgel mit Schwerpunkt Alte Musik mit Bestnote und Auszeichnung ab. 2014 wurde ihr der Master of Arts im Fach Orgel an der Nationaluniversität für Kunst und Musik, Tōkyō Geijutsu Daigaku verliehen. 2016 hat sie ihr Konzertexamen-Studium ebenfalls mit Bestnote und Auszeichnung beendet. Mit dem Master of Music in evangelischer Kirchenmusik schloss sie 2019 ihr Studium der Kirchenmusik mit dem A-Examen ab.
Mari Fukumoto wurde durch ihre internationale Konzerttätigkeit als Solistin und  als Ensemblespielerin bekannt. Ihr Orgelrepertoire reicht von Alter Musik mit Schwerpunkt auf deutscher Barock- und romantischer Musik bis zu zeitgenössischen Kompositionen und Improvisationen. Sie hat an Uraufführungen mitgewirkt und ist Mitglied des japanischen Ensembles „The Alien Networks“, das sich der musikalischen Improvisation widmet.
Von 2019 bis 2023 war Mari Fukumoto als Dozentin an der Hochschule für Musik Franz Liszt Weimar tätig. Dort unterrichtete sie im Studiengang Kirchenmusik A die Fächer Orgelspiel, Orgelimprovisation und Generalbass. Sie war von 2022 bis 2024 Hauptvertreterin der vakanten Organist*innenstelle an der Frauenkirche Dresden. Derzeit lehrt Mari Fukumoto als Gastprofessorin künstlerisches Orgelspiel an der Universität der Künste Berlin.

## Auszeichnungen
- 2009: Acanthus-Musikpreis
- 2009: Douseikai-Preis der Nationaluniversität für Kunst und Musik, Tōkyō Geijutsu Daigaku
- 2012: als erste Japanerin den 1. Preis beim 7. Internationalen Orgelwettbewerb Musashino (Japan)
- 2013: 1. Preis beim Wettbewerb zur Vergabe des Rotary-Förderpreises der Otto-Stöterau-Stiftung
- 2013: 1. Preis (Johann-Pachelbel-Preis) beim Internationalen Orgelwettbewerb der 62. Internationalen Orgelwoche Nürnberg
- 2014: Master-Acanthus-Musikpreis der Nationaluniversität für Kunst und Musik, Tōkyō Geijutsu Daigaku
- 2014: 1. Preis beim 4. Internationalen Orgelwettbewerb „Daniel Herz“ in Brixen (Italien)
- 2014: 1. Preis beim 3. Internationalen Orgelwettbewerb „Agati-Tronci“ in Pistoia (Italien)
- 2017: 1. Preis beim konzertanten Wettbewerb an der Konzertkirche Neubrandenburg
- 2017: 2. Preis beim 6. Internationalen Sweelinck Orgelwettbewerb in Amsterdam/Haarlem (Niederlande)
- 2018: Preis des Slovak Radio Symphony Orchestra
- Saison 2020/2021: Artist in Residence am Nationalen Forum für Musik (Breslau) (NFM) (Polen)

## Stipendien
- 2011–2013: DAAD-Studienstipendium Master
- 2014–2016: Stipendium der Rohm Music Foundation
- 2016–2017: Stipendium des Japanischen Kulturministeriums

## Diskographie
- NORTH WIND of Baroque. Acoustic Revive Classics, 2024.
- Trumpet Consort unter Leitung von Matthias Höfs. Berlin Classics, 2024.
- Elżbieta Sikora: Concertos. Anaklasis, 2022.
- Organ Recital: Mari Fukumoto. Naxos, 2014.